# Reichsstatthalter
El reichsstatthalter (en alemán: [ˈʁaɪçsˌʃtathaltɐ], teniente imperial) fue un título político-militar utilizado en el Imperio alemán y más tarde en la Alemania nazi.

## Statthalter des Reiches(1879-1918)

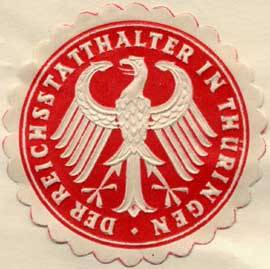
Sello de los Reichsstatthalter durante el Imperio alemán.

La oficina de statthalter des Reiches (también conocida como reichsstatthalter) fue instituida en 1879 por el Imperio alemán para las áreas de Alsacia (Elsaß) y Lorena (Lothringen) que Francia había cedido a Alemania después de la Guerra Franco-Prusiana. Era una forma de gobierno que pretendía existir mientras Alsacia-Lorena se convirtió en un estado federal del Imperio. Fue abolido cuando Alsacia-Lorena fue, a su vez, cedida a Francia después de que Alemania perdió la Primera Guerra Mundial.
| 1871 - 1879                                | Eduard von Möller (1814-1880)                    |
| 1 de octubre de 1879 - 17 de junio de 1885 | Edwin von Manteuffel (1809-1885)                 |
| 17 de junio de 1885 - 5 de octubre de 1885 | un oficial en funciones (desconocido)            |
| 5 de octubre de 1885 - 1894                | Chlodwig zu Hohenlohe-Schillingfürst (1819-1901) |
| Octubre de 1894 - 31 de octubre de 1907    | Hermann zu Hohenlohe-Langenburg (1832-1913)      |
| 1 de noviembre de 1907 - 1914              | Karl von Wedel (1842-1919)                       |
| 1 de mayo de 1914 -1918                    | Johann von Dallwitz (1855-1919)                  |
| 14 de octubre - 21 de noviembre de 1918    | Rudolf Schwander (1868-1950)                     |

## Tercer Reich (1933-1945)

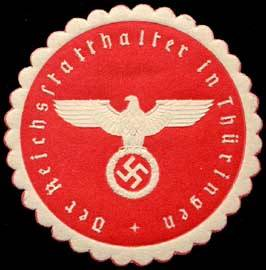
Sello de los Reichsstatthalter durante la Alemania nazi.

Durante el Tercer Reich, los nacionalsocialistas crearon la oficina del reichsstatthalter (gobernador del Reich o delegado del Reich) para obtener el control directo sobre todos los estados después de ganar las elecciones generales de 1933. Sus gobiernos y parlamentos estatales independientes fueron abolidos sucesivamente, y el gobierno del Reich asumió el control directo a través de los reichsstatthalter en un proceso llamado Gleichschaltung ("coordinación"). El gobierno de Prusia ya había sido tomado por el Reich un año antes en el Preußenschlag bajo la dirección del canciller Franz von Papen.

Dos semanas después de la aprobación de la Ley de Habilitación de 1933, que convirtió a Adolf Hitler en el Führer del Reich, el gobierno emitió la Segunda Ley para la Sincronización de los Estados con el Reich (Zweites Gesetz zur Gleichschaltung der Länder mit dem Reich) el 7 de abril de 1933. Esta ley desplegó un Gobernador del Reich en cada estado. Los gobernadores del Reich se encargaron de supervisar el cumplimiento de las directrices políticas de Hitler en los estados. De hecho, la ley les exigía llevar a cabo "la política general del Canciller". En la práctica, actuaron como procónsules con total autoridad sobre los gobiernos estatales. Las principales autoridades de los gobernadores yacían en:

Los estados de Alemania durante la República de Weimar. Waldeck-Pyrmont se unió a Prusia en 1928/29; el territorio de Saar era un protectorado de la Sociedad de las Naciones hasta 1935, Danzig era una ciudad-estado independiente de Alemania.

- Nombrar y destituir al ministro-presidente del estado
- Disolver el parlamento estatal y convocar nuevas elecciones
- Emitir y anunciar leyes estatales
- Nombrar y destituir a importantes agentes y jueces estatales
- Otorgar amnistía

Los poderes políticos estatales de los reichsstatthalter formaron una palanca importante para la penetración nazi en los aparatos estatales. En Prusia, el mayor de los estados alemanes, Hitler tomó el control directo al nombrarse a sí mismo como Reichsstatthalter. Sin embargo, delegó su autoridad a Hermann Göring, quien había sido instalado como Ministro Presidente de Prusia sin una elección. Las provincias prusianas fueron administradas por un Oberpräsident, generalmente el Gauleiter local.

### Ley para la reconstrucción del Reich (1934)
La Ley para la Reconstrucción del Reich (Gesetz über den Neuaufbau des Reiches) (de) aprobada el 30 de enero de 1934; formalmente desfederalizó el Reich por primera vez en su historia. Sin embargo, Alemania se había convertido efectivamente en un estado altamente centralizado con la aprobación de la Ley de Habilitante y la publicación de los Gobernadores del Reich. Los parlamentos estatales fueron abolidos y sus poderes fueron transferidos al gobierno del Reich. Los gobernadores del Reich fueron responsabilizados ante el Ministro del Interior del Reich, Wilhelm Frick. Para todos los efectos, los estados se redujeron a provincias.

### Ley del Gobernador del Reich (1935)
La Ley de Gobernadores del Reich (Reichsstatthaltergesetz) del 30 de enero de 1935 designó formalmente a los Gobernadores del Reich como representantes del gobierno del Reich, encargados de vigilar la ejecución de las directrices políticas de Hitler. Recibieron la autoridad para "informar" a las autoridades provinciales sobre estas directrices, así como las medidas necesarias para cumplirlas. En la práctica, el Führerprinzip significaba que esta "información" equivalía a una orden.

El Reichsstatthalter ahora también estaba facultado para hacerse cargo de todas las funciones del gobierno estatal, y también nombró a los alcaldes de todos los pueblos y ciudades con poblaciones de menos de 100.000 habitantes. Esto tuvo el efecto de dar al Ministerio del Interior del Reich un control casi completo sobre el gobierno local. El Ministro del Interior nombró directamente a los alcaldes de todas las ciudades con poblaciones superiores a 100.000 (aunque Hitler se reservó el derecho de nombrar a los alcaldes de Berlín y el propio Hamburgo si lo consideraba necesario), y como se mencionó anteriormente, los Gobernadores del Reich fueron responsables ante él.

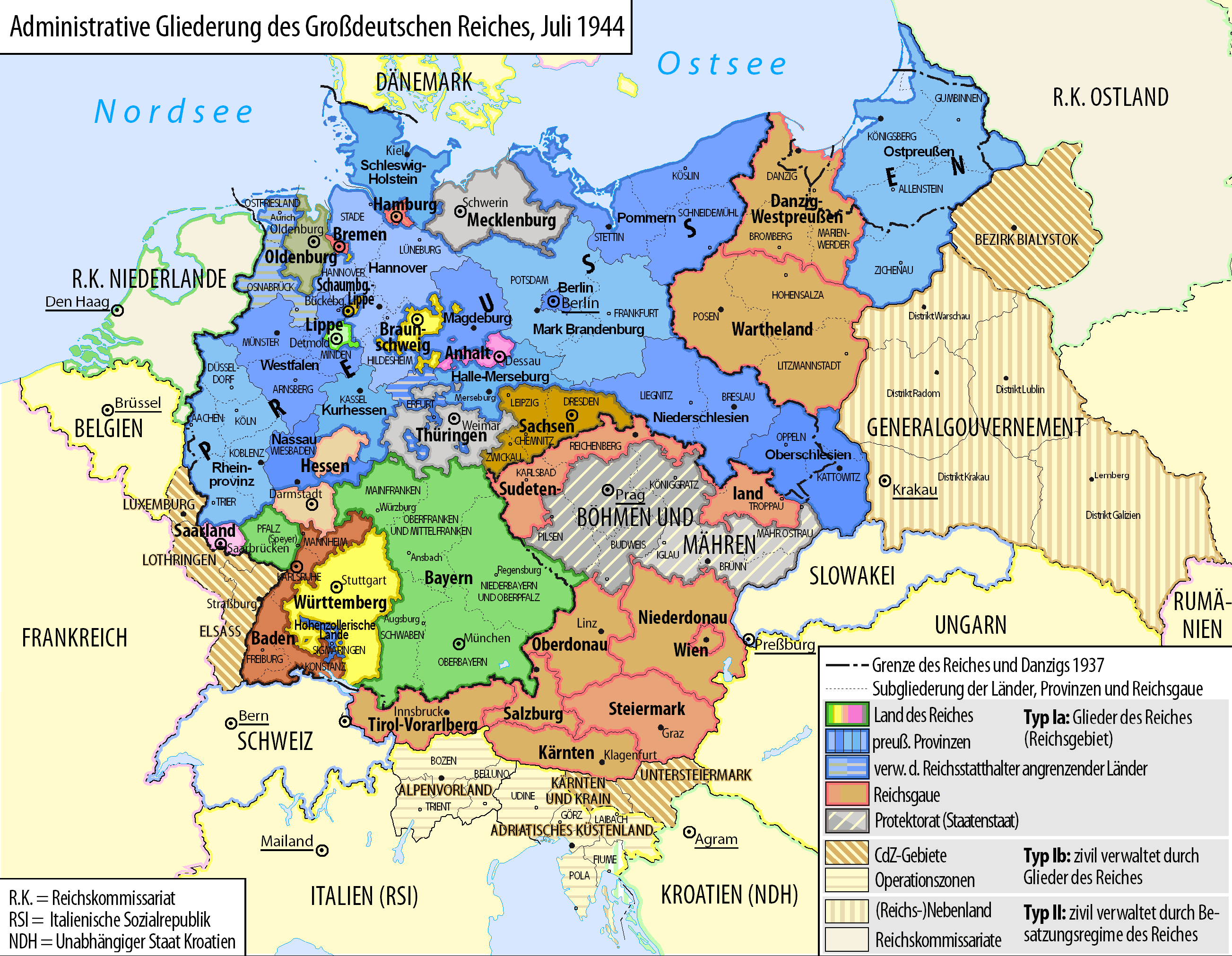
Los estados y las áreas anexadas de la Alemania nazi en 1944.

### Anschluss
Después de la unión de Austria (Anschluss) con Alemania, su último canciller pre-Anschluss también se convirtió en su primer Reichsstatthalter: el 15 de marzo de 1938 hasta el 30 de abril de 1939; Arthur Seyß-Inquart, ya sea la mayor parte de su mandato además de un Reichskommissar für die Wiedervereiningung Österreichs mit dem Deutschen Reich 'Comisionado del Reich para la reunificación de Austria con el Reich alemán' (23 de abril de 1938 - 31 de marzo de 1940 Josef Bürckel, cada tierra constitutiva (con algunas diferencias en las fronteras; Burgenland fue dividida) obtuvo su propio Reichsstatthalter, generalmente el último gobernador del estado (Landshauptmann)
| Estado                 | Sede       | Reichsstatthalter titular                                                                |
| ---------------------- | ---------- | ---------------------------------------------------------------------------------------- |
| Anhalt                 | Dessau     | Friedrich Wilhelm Loeper (1933-1935) Fritz Sauckel (1935-1937) Rudolf Jordan (1940-1945) |
| Baden                  | Karlsruhe  | Robert Heinrich Wagner                                                                   |
| Baviera (Bayern)       | Múnich     | Franz Ritter von Epp                                                                     |
| Bremen                 | Bremen     | Karl Röver (1933-1942) Paul Wegener (1942-1945)                                          |
| Brunswick              | Brunswick  | Friedrich Wilhelm Loeper (1933-1935) Fritz Sauckel (1935-1937) Rudolf Jordan (1940-1945) |
| Hamburgo (Hamburg)     | Hamburgo   | Karl Kaufmann                                                                            |
| Hesse                  | Darmstadt  | Jakob Sprenger                                                                           |
| Lippe                  | Detmold    | Alfred Meyer                                                                             |
| Lübeck                 | Lübeck     | Friedrich Hildebrandt                                                                    |
| Mecklemburgo           | Schwerin   | Friedrich Hildebrandt                                                                    |
| Oldemburgo (Oldemburg) | Oldemburgo | Karl Röver (1933-1942) Paul Wegener (1942-1945)                                          |
| Prusia (Preußen)       | Berlín     | Adolf Hitler (1933-1935) Hermann Göring (1935-1945; en funciones)                        |
| Sajonia (Sachsen)      | Dresde     | Manfred von Killinger (1933-1935) Martin Mutschmann (1935-1945)                          |
| Schaumburg-Lippe       | Bückeburg  | Alfred Meyer                                                                             |
| Turingia (Thüringen)   | Weimar     | Fritz Sauckel                                                                            |
| Württemberg            | Stuttgart  | Wilhelm Murr                                                                             |

| Reichgau                                         | Sede        | Reichsstatthalter titular |
| ------------------------------------------------ | ----------- | --- |
| Danzig-Prusia Occidental (Danzig-Westpreußen)    | Danzig      | 1939-1945 Albert Forster |
| Carintia (Kärnten)                               | Klagenfurt  | 1 de abril de 1940 - 27 de noviembre de 1941 Wladimir von Pawlowski 1941-1945 Friedrich Rainer (desde abril de 1941, Jefe del Gobierno Civil de la Baja Carintia y la Alta Carniola; desde el 10 de septiembre de 1943, también Comisionado Especial para el Adriatisches Küstenland, es decir, el Litoral del Adriático del Norte |
| Bajo Danubio (Niederdonau)                       | Viena       | 1 de abril de 1940 - 8 de mayo de 1945 Hugo Jury |
| Alto Danubio (Oberdonau)                         | Linz        | 1 de abril de 1940 - 5 de mayo de 1945 August Eigruber |
| Salzburgo                                        | Salzburgo   | 1 de abril de 1940 - 29 de noviembre de 1941 Friedrich Rainer (cfr. Carintia) 29 de noviembre de 1941 - 4 de mayo de 1945 Gustav Adolf Scheel |
| Estiria (Steiermark)                             | Graz        | 1940-1945 Siegfried Uiberreither |
| Sudetes                                          | Reichenberg | 1939-1945 Konrad Henlein |
| Tirol-Vorarlberg                                 | Innsbruck   | 1 de abril de 1940 - 3 de mayo de 1945 Franz Hofer (desde el 10 de septiembre de 1943, también Comisionado Especial para las 'Alpinas'), es decir Tirol del sur italiano: Belluno, Bozen (Bolzano) y Trentino cuando se integran en el Tirol)                                                                                      |
| Wartheland                                       | Posen       | 1939-1945 Arthur Greiser |
| Westmark (Renania-Palatinado, el Sarre y Lorena) | Sarrebruck  | 1941-1944 Josef Bürckel 1944-1945 Willi Stöhr |
| Viena (Wien)                                     | Viena       | 1 de abril de 1940 - 10 de agosto de 1940 Josef Bürckel, el anterior Reichskommissar 10 de agosto de 1940 - 12 de abril de 1945 Baldur von Schirach |